# Beatriz Solís Leree
Beatriz Alicia Solís Leree es una académica, activista y defensora de audiencias mexicana. Es conocida por ser una figura clave en la discusión sobre la regulación de los medios de comunicación y las telecomunicaciones en México y América Latina.

## Reseña biográfica
Beatriz Solís Leree es profesora investigadora de la Universidad Autónoma Metropolitana unidad Xochimilco desde 1974, en donde se ha desempeñado en el Departamento de Educación y Comunicación. Ha sido defensora de audiencias en Radio Educación y Televisión Educativa y del Sistema Público de Radiodifusión mexicano.
Asimismo, ha sido fundadora y presidenta de la Asociación Mexicana de Derecho a la Información y la Asociación Mexicana de Defensorías de las Audiencias.

## Distinciones
- Profesora Distinguida (UAM, 2015)[7]
- Reconocimiento (Premio José Vasconcelos al Mérito en la Radio Pública, 2019)[8]

## Publicaciones
- Radio Regulations in Latin America: The Mexican Case (Television & New Media, 2005).
- Condenados a escuchar una sola canción: Las reformas a las leyes federales de telecomunicaciones y de Radio y Televisión (Versión, 2005).
- Los derechos de las audiencias (El Cotidiano, 2009).
- Derechos por construir: los derechos de los ciudadanos en la reforma constitucional de 2013 en telecomunicaciones, radiodifusión y competencia (El Cotidiano, 2013).
- Comunicación: memorias de un campo (2016, coordinadora).
- ¿Alfabetización o educación mediática? Las audiencias como sujetos de derechos (UAM, 2018).

- Datos: Q109152304